# Liste der Naturdenkmale in Völkersweiler
Die Liste der Naturdenkmale in Völkersweiler nennt die im Gemeindegebiet von Völkersweiler ausgewiesenen Naturdenkmale (Stand 23. Mai 2024).

## Naturdenkmale
| Nr. | Bezeichnung | Lage                                | Beschreibung | Bild                                    |
| --- | ----------- | ----------------------------------- | ------------ | --------------------------------------- |
|     | Weedbrunnen | Hauptstraße, Ecke am Volkereck Lage | Dorfbrunnen  | Direkt Bild zu diesem Denkmal hochladen |